# غاريقون أليف الأحراج
غاريقون أليف الأحراج (الاسم العلمي: Agaricus silvicola) هو نوع من الفطريات يتبع جنس الغاريقون من الفصيلة الغاريقونية.